# دييغو كابيل
دييغو كابيل ترينيداد (بالإسبانية: Diego Ángel Capel Trinidad)‏ (مواليد 16 فبراير 1988 في البوكس - إسبانيا) لاعب كرة قدم إسباني لعب لنادي إشبيلية الإسباني من عام 2001 إلى عام 2011، ويلعب حاليا لصالح نادي الدرجة الأولى جنوى الإيطالي منذ 2015 في مركز الجناح الأيسر .

## روابط خارجية
- دييغو كابيل على موقع الاتحاد الدولي (مؤرشف)  (الإنجليزية)
- دييغو كابيل على موقع الاتحاد الأوربي (الإنجليزية)
- دييغو كابيل على موقع قاعدة بيانات كرة القدم.إي يو (الإنجليزية)
- دييغو كابيل على موقع ناشيونال فوتبول تيمز (الإنجليزية)
- دييغو كابيل على موقع Soccerway.com (الإنجليزية)
- دييغو كابيل على موقع عالم كرة القدم.نت (الإنجليزية)
- دييغو كابيل على موقع كووورة
- دييغو كابيل على موقع AS.com (الإسبانية)